# Ondas de materia
En 1924, el físico francés, Louis-Victor de Broglie (1892-1987), formuló una hipótesis en la que afirmaba que:

Toda la materia presenta características tanto ondulatorias como corpusculares comportándose de uno u otro modo dependiendo del experimento específico.

Para postular esta propiedad dual de la materia, De Broglie se basó en la explicación del efecto fotoeléctrico, que poco antes había dado Albert Einstein sugiriendo la naturaleza cuántica de la luz. Para Einstein, la energía transportada por las ondas luminosas estaba cuantizada, distribuida en pequeños paquetes energía o cuantos de luz, que más tarde serían denominados fotones, y cuya energía dependía de la frecuencia de la luz a través de la relación: {\displaystyle E=h\nu \;}, donde {\displaystyle \nu \;} es la frecuencia de la onda luminosa y {\displaystyle h\ \;} la constante de Planck. Albert Einstein proponía de esta forma que en determinados procesos las ondas electromagnéticas que forman la luz se comportan como corpúsculos. De Broglie se preguntó por qué no podría ser de manera inversa, es decir, que una partícula material (un corpúsculo) pudiese mostrar el mismo comportamiento que una onda.
El físico francés relacionó la longitud de onda, λ (lambda) con el módulo de la cantidad de movimiento, p de la partícula, mediante la fórmula:
{\displaystyle \lambda ={\frac {h}{p}}}
donde λ es la longitud de la onda asociada a la partícula de cantidad de movimiento p y h es la constante de Planck.
En Física clásica no relativista el módulo del vector {\displaystyle {\vec {p}}}, o cantidad de movimiento de la partícula es el producto de su masa por su velocidad
{\displaystyle p=mv\ \;}
Y por lo tanto la expresión clásica de la longitud de onda de De Broglie es
{\displaystyle \lambda ={\frac {h}{mv}}}
En esta aproximación clásica, (válida a bajas velocidades), viendo la fórmula se aprecia fácilmente que a medida que la velocidad del cuerpo aumenta, disminuye considerablemente la longitud de onda. También se observa que la longitud de onda es minúscula para objetos macroscópicos, debido al gran valor de su masa.
Si la velocidad de la partícula es alta, o sea significativamente importante respecto de la velocidad de la luz c, ya no es posible utilizar la expresión clásica de la cantidad de movimiento, sino que es necesario utilizar la que proporciona la Relatividad Especial:
{\displaystyle {\vec {p}}=m\gamma {\vec {v}}}
Y su módulo
{\displaystyle p=m\gamma v}
En donde
{\displaystyle \gamma ={\frac {1}{\sqrt {1-v^{2}/c^{2}}}}} es el llamado factor de Lorentz
Y m es la masa invariante de la partícula.
Así pues, la expresión relativista de la longitud de onda de De Broglie es
{\displaystyle \lambda ={\frac {h}{m\gamma v}}}
Esta hipótesis ondulatoria de la materia se confirmó tres años después para los electrones, con la observación de los resultados del experimento de la doble rendija de Young en la difracción de electrones en dos investigaciones independientes. En la Universidad de Aberdeen, George Paget Thomson pasó un haz de electrones a través de una delgada placa de metal y observó los diferentes esquemas predichos. En los Laboratorios Bell, Clinton Joseph Davisson y Lester Halbert Germer guiaron su haz a través de una celda cristalina.
La ecuación de De Broglie se puede aplicar a toda la materia; los cuerpos macroscópicos, también tendrían asociada una onda, pero, dado que su masa es muy grande, la longitud de onda resulta tan pequeña que en ellos se hace imposible apreciar sus características ondulatorias.
De Broglie recibió el Premio Nobel de Física en 1929 por esta hipótesis. Thomson y Davisson compartieron el Nobel de 1937 por su trabajo experimental.